# Gunvor Hall
Gunvor Hall, född 26 november 1908 i Kristiania (nuvarande Oslo), död där 19 november 1961, var en norsk skådespelare.
Hall var engagerad vid Det Nye Teater från 1929 till 1957. Hon verkade också som filmskådespelare och debuterade 1939 i Olav Dalgards Gryr i Norden. Hon medverkade i sammanlagt fem filmer åren 1939–1958.
Hall var dotter till grosshandlare Vegard Hall (1876–1928) och Anna Homble (1882–1910). Hon var gift första gången från 1934 med skådespelaren Tore Foss och andra gången från 1942 med vissångaren, skådespelaren, teaterchefen och lyrikern Jens Gundersen.

## Filmografi
- 1939 – Gryr i Norden
- 1942 – Herre med mustasch
- 1942 – Jeg drepte!
- 1944 – Kommer du, Elsa?
- 1958 – Ut av mørket